# El Tejar (Guatemala)
El Tejar (por las tejas que se producían en el lugar) es un municipio del departamento de Chimaltenango, Guatemala. Tiene un estimado de población de 19 492 habitantes según el censo de 2018 realizado por el Instituto Nacional de Estadística (el último realizado).
El poblado aparece con este nombre en el testamento de Bartolomé de Archila en 1567;luego de la Independencia de Centroamérica en 1821, San Lucas Sacatepéquez y El Tejar estaban combinados en el poblado de San Lucas Tejar y fueron parte de los distritos originales del Estado de Guatemala cuando este fue fundado en 1825. Ambos pertenecían al departamento de Sacatepéquez/Chimaltenango, cuya cabecera era Antigua Guatemala. También fue asignado al circuito de Chimaltenango en el distrito N.°8 (Sacatepéquez) para la administración de justicia.

## Toponimia
El topónimo «El Tejar» probablemente proviene de la buena calidad de teja elaborada en el lugar en la época de la colonia española, y que sirvió para la construcción de las viviendas de la antigua capital de Santiago de los Caballeros de Guatemala.

## Geografía física
Su extensión territorial es de 144 km², y tiene una altitud de 1.765 m s. n. m.

### Clima
La cabecera municipio de El Tejar tiene clima templado (Clasificación de Köppen: Csb).
| Parámetros climáticos promedio de El Tejar | Parámetros climáticos promedio de El Tejar | Parámetros climáticos promedio de El Tejar | Parámetros climáticos promedio de El Tejar | Parámetros climáticos promedio de El Tejar | Parámetros climáticos promedio de El Tejar | Parámetros climáticos promedio de El Tejar | Parámetros climáticos promedio de El Tejar | Parámetros climáticos promedio de El Tejar | Parámetros climáticos promedio de El Tejar | Parámetros climáticos promedio de El Tejar | Parámetros climáticos promedio de El Tejar | Parámetros climáticos promedio de El Tejar | Parámetros climáticos promedio de El Tejar |
| Mes                                        | Ene.                                       | Feb.                                       | Mar.                                       | Abr.                                       | May.                                       | Jun.                                       | Jul.                                       | Ago.                                       | Sep.                                       | Oct.                                       | Nov.                                       | Dic.                                       | Anual                                      |
| ------------------------------------------ | ------------------------------------------ | ------------------------------------------ | ------------------------------------------ | ------------------------------------------ | ------------------------------------------ | ------------------------------------------ | ------------------------------------------ | ------------------------------------------ | ------------------------------------------ | ------------------------------------------ | ------------------------------------------ | ------------------------------------------ | ------------------------------------------ |
| Temp. máx. media (°C)                      | 22.2                                       | 23.2                                       | 24.9                                       | 25.3                                       | 25.1                                       | 23.4                                       | 23.6                                       | 23.9                                       | 23.3                                       | 22.4                                       | 22.5                                       | 22.3                                       | 23.5                                       |
| Temp. media (°C)                           | 15.8                                       | 16.5                                       | 17.8                                       | 19.0                                       | 19.2                                       | 18.7                                       | 18.6                                       | 18.5                                       | 18.4                                       | 17.5                                       | 16.9                                       | 15.9                                       | 17.7                                       |
| Temp. mín. media (°C)                      | 9.4                                        | 9.8                                        | 10.7                                       | 12.7                                       | 13.4                                       | 14.1                                       | 13.6                                       | 13.2                                       | 13.5                                       | 12.6                                       | 11.3                                       | 9.6                                        | 12                                         |
| Precipitación total (mm)                   | 3                                          | 3                                          | 3                                          | 37                                         | 106                                        | 251                                        | 184                                        | 174                                        | 236                                        | 127                                        | 31                                         | 7                                          | 1162                                       |
| Fuente: Climate-Data.org                   |                                            |                                            |                                            |                                            |                                            |                                            |                                            |                                            |                                            |                                            |                                            |                                            |                                            |

### Ubicación geográfica
Sus colindancias son:
- Norte: Chimaltenango, municipio del departamento de Chimaltenango y San Juan Sacatepéquez, municipio del Departamento de Guatemala
- Oeste: Chimaltenango, municipio de departamento de Chimaltenango
- Sur: Parramos, municipio del departamento de Chimatenango
- Este: San Juan Sacatepéquez, municipio del departamento de Guatemala; Sumpango y Santo Domingo Xenacoj, municipios del departamento de Sacatepéquez[6]

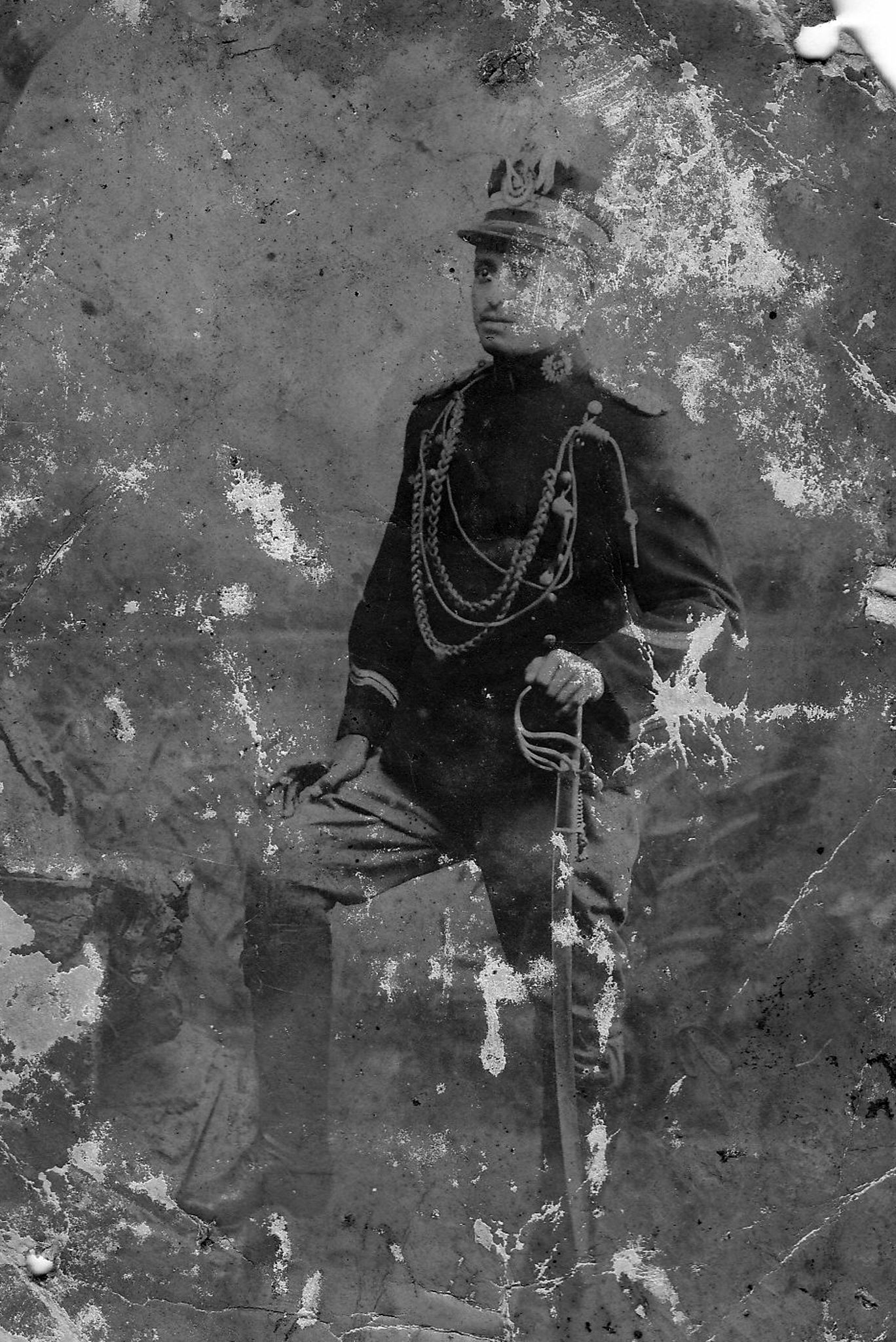
Teniente Factor Arrazola Morales Alcalde 1.º de 1921 que celebró las fiestas del Centenario de Emancipación Política de Guatemala en el Poblado de El Tejar.

|                                                                  | Norte: Chimaltenango, municipio del departamento de Chimaltenango San Juan Sacatepéquez, municipio del Departamento de Guatemala | |
| Oeste: Chimaltenango, municipio de departamento de Chimaltenango | | Este: San Juan Sacatepéquez, municipio del departamento de Guatemala Sumpango y Santo Domingo Xenacoj, municipios del departamento de Sacatepéquez |
|                                                                  | Sur: Parramos, municipio del departamento de Chimatenango                                                                        | |

## Gobierno municipal
Los municipios se encuentran regulados en diversas leyes de la República, que establecen su forma de organización, lo relativo a la conformación de sus órganos administrativos y los tributos destinados para los mismos.  Aunque se trata de entidades autónomas, se encuentran sujetos a la legislación nacional y las principales leyes que los rigen desde 1985 son:
| N.º | Ley                                                | Descripción |
| --- | -------------------------------------------------- | --- |
| 1   | Constitución Política de la República de Guatemala | Tiene una regulación legal específica para los municipios en los artículos 253 al 262. |
| 2   | Ley Electoral y de Partidos Políticos              | Ley de carácter constitucional aplicable a los municipios en el tema de la conformación de sus autoridades electas. |
| 3   | Código Municipal                                   | Decreto 12-2002 del Congreso de la República de Guatemala. Tiene la categoría de ley ordinaria y contiene preceptos generales aplicables a todos los municipios, e inclusive contiene legislación referente a la creación de los municipios.             |
| 4   | Ley de Servicio Municipal                          | Decreto 1-87 del Congreso de la República de Guatemala. Regula las relaciones entra la municipalidad y los servidores públicos en materia laboral. Tiene su base constitucional en el artículo 262 de la constitución que ordena la emisión de la misma. |
| 5   | Ley General de Descentralización                   | Decreto 14-2002 del Congreso de la República de Guatemala. Regula el deber constitucional del Estado, y por ende del municipio, de promover y aplicar la descentralización y desconcentración económica y administrativa.                                |

El gobierno de los municipios está a cargo de un Concejo Municipal mientras que el código municipal —ley ordinaria que contiene disposiciones que se aplican a todos los municipios— establece que «el concejo municipal es el órgano colegiado superior de deliberación y de decisión de los asuntos municipales […] y tiene su sede en la circunscripción de la cabecera municipal»; el artículo 33 del mencionado código establece que «[le] corresponde con exclusividad al concejo municipal el ejercicio del gobierno del municipio».
El concejo municipal se integra con el alcalde, los síndicos y concejales, electos directamente por sufragio universal y secreto para un período de cuatro años, pudiendo ser reelectos.
Existen también las Alcaldías Auxiliares, los Comités Comunitarios de Desarrollo (COCODE), el Comité Municipal del Desarrollo (COMUDE), las asociaciones culturales y las comisiones de trabajo. Los alcaldes auxiliares son elegidos por las comunidades de acuerdo con sus principios y tradiciones, y se reúnen con el alcalde municipal el primer domingo de cada mes, mientras que los Comités Comunitarios de Desarrollo y el Comité Municipal de Desarrollo organizan y facilitan la participación de las comunidades priorizando necesidades y problemas.
Los alcaldes que ha habido en el municipio son:
- 2016-2020: Juan José Cua Hernández[9]

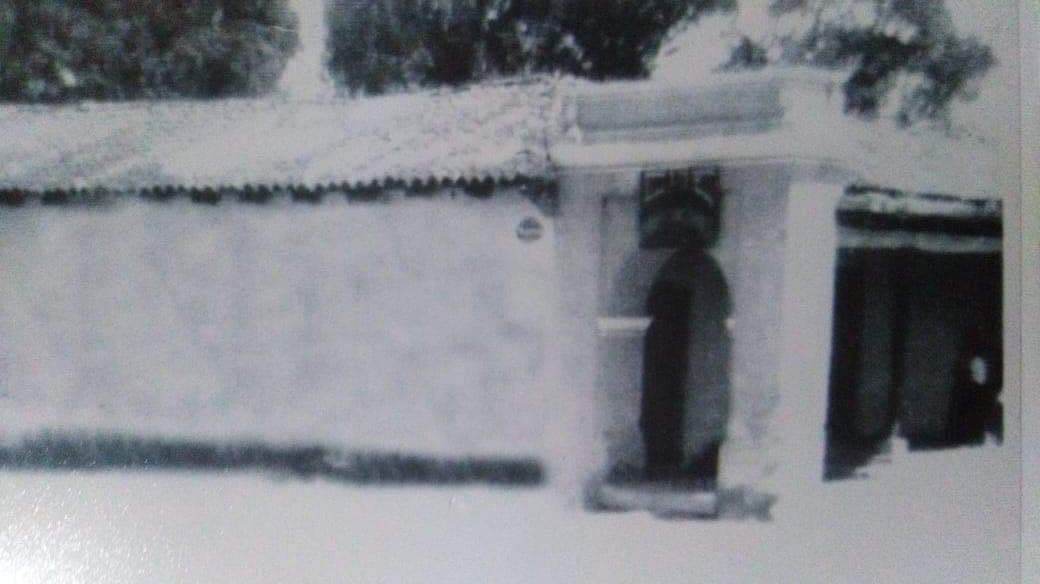
Antiguo Ayuntamiento de San Sebastián El Tejar Chimaltenango

## Historia
La referencias más tempranas del poblado se ubican en 1567, por un testamento otorgado por Bartolomé de Archila.

### Tras la Independencia de Centroamérica
Tras la Independencia de Centroamérica en 1821, el Estado de Guatemala fue definido de la siguiente forma por la Asamblea Constituyente de dicho estado que emitió la constitución del mismo el 11 de octubre de 1825: «el estado conservará la denominación de Estado de Guatemala y lo forman los pueblos de Guatemala, reunidos en un solo cuerpo.  El estado de Guatemala es soberano, independiente y libre en su gobierno y administración interior.»
San Lucas y El Tejar fueron parte de los distritos originales del Estado de Guatemala cuando este fue fundado en 1825;  ambos pertenecían al municipio «San Lucas Tejar» en el departamento de Sacatepéquez/Chimaltenango, cuya cabecera era Antigua Guatemala, y tenía los municipios de Jilotepeque, San Pedro Sacatepéquez, San Lucas Tejar, Chimaltenango, San Juan Sacatepéquez y Patzún.
La constitución de 1825 también dividió el territorio del Estado para la administración de justicia en once distritos con varios circuitos cada uno; «Tejar» —como se le decía entonces— estaba en el circuito de Chimaltenango en el distrito N.°8 (Sacatepéquez); este distrito contenía a Chimaltenango, Yepocapa, San Miguelito, Parramos, San Luis, Itzapa, Calderas, Chimachoy, Patzicía, Nejapa, Acatenango, Tuluché, Chicoj y San Jacinto.
Antiguamente se le llamó San Sebastián El Tejar. Por Acuerdo Gubernativo del 23 de abril de 1855 se segregó de Sacatepéquez y se anexó a Chimaltenango. Luego fue suprimido por Acuerdo Gubernativo del 8 de marzo de 1882 y volvió a erigirse por el Acuerdo del 18 de julio de 1910.

## Economía
El Tejar produce teja, ladrillos entre otros productos de barro, y se reconoce por la calidad con que las hacen. También tiene una gran variedad de productores de artículos ornamentales elaborados con arcilla.
Otra de las producciones artesanales son los elaborados en telares.